# Rachel Shelley
Rachel Shelley (Swindon, 25 de agosto de 1969) é uma atriz inglesa.